# Cytherea discipes
Cytherea discipes är en tvåvingeart som beskrevs av Becker 1915. Cytherea discipes ingår i släktet Cytherea och familjen svävflugor. Inga underarter finns listade i Catalogue of Life.